# WCT Tournament of Champions 1985
Il WCT Tournament of Champions 1985 è stato un torneo di tennis giocato sulla terra verde. Si è giocato al West Side Tennis Club di Forest Hills negli Stati Uniti. È stata la 9ª edizione del singolare, la 6a del doppio. L'evento fa parte del Nabisco Grand Prix 1985. Si è giocato dal 6 al 12 maggio 1985.

## Campioni

### Singolare maschile
Ivan Lendl ha battuto in finale   John McEnroe con il punteggio di 6–3, 6–3

### Doppio maschile
Ken Flach /  Robert Seguso hanno battuto in finale  Givaldo Barbosa /  Ivan Kley con il punteggio di 7–5, 6–2